# 279
Năm 279 là một năm trong lịch Julius. 